# Fifty Million Frenchmen
Fifty Millon Frenchmen is een Amerikaanse muziekfilm uit 1931 onder regie van Lloyd Bacon.

## Verhaal
De Amerikaanse miljonair Jack Forbes gaat in Parijs een weddenschap aan met zijn vriend Michael Cummins. Hij wedt dat hij Lu Lu Carroll het hof kan maken zonder daarbij gebruik te maken van zijn geld of zijn connecties. Cummins huurt twee detectives in om te verhinderen dat Forbes de weddenschap wint. 

## Rolverdeling
| Acteur             | Personage              |
| ------------------ | ---------------------- |
| Ole Olsen          | Simon Johanssen        |
| Chic Johnson       | Peter Swanson          |
| William Gaxton     | Jack Forbes            |
| Helen Broderick    | Violet                 |
| John Halliday      | Michael Cummins        |
| Claudia Dell       | Lu Lu Carroll          |
| Lester Crawford    | Billy Baxter           |
| Evalyn Knapp       | Juffrouw Wheeler-Smith |
| Charles Judels     | Pernasse               |
| Carmelita Geraghty | Marcelle Dubrey        |
| Vera Gordon        | Joodse toeriste        |
| Natt Carr          | Joodse toerist         |